# Deutsches Turnfest 1923
Das 13. Deutsche Turnfest fand vom 14. bis 18. Juli 1923 mit etwa 247.000 aktiven Turnern in München statt.

## Allgemeines
Ursprünglich sollte in Stuttgart 1918 das 13. Deutsche Turnfest ausgetragen werden, welches durch den Ersten Weltkrieg ausfiel. Somit lagen 10 Jahre zwischen dem 12. Fest in Leipzig und der Veranstaltung in München. Träger der Veranstaltung war die Deutsche Turnerschaft mit ihrem damaligen Vorsitzenden Oskar Berger. Die Reichspost gab anlässlich des Turnfestes einen Sonderstempel mit Motiven des Festplakates und der Festkarte heraus, außerdem wurde ein achtteiliger Film über das Sportfest gedreht.
Erstmals in der Geschichte der Deutschen Turnfeste nahmen Frauen am Festzug teil und trugen Wettkämpfe abseits von Schauvorführungen aus.

## Ablauf und Inhalte des Turnfestes
Die ersten Teilnehmer wurden am 12. Juli auf dem Hauptbahnhof empfangen. Die offizielle Eröffnung mit Übergabe des Banners der Deutschen Turnerschaft fand am 14. Juli auf dem Königsplatz statt, anschließend gab es eine Feier für geladene Gäste in der Festhalle. Am 15. Juli wurde ein zweiteiliger Festzug zum Festplatz auf der Theresienwiese mit etwa 300.000 Teilnehmern durchgeführt, unterbrochen mit einer Ehrung der im Ersten Weltkrieg Gefallenen.
Bei den großen repräsentativen Freiübungen nahmen 10.000 Turnerinnen und 30.000 Turner teil, daneben gab es zahlreiche Sondervorführungen. Mit Bewertung fanden zahlreiche Mehrkämpfe statt: bei den Männern Zwölf-, Zehn- und Fünfkämpfe statt, bei den Frauen Sieben- und Vierkämpfe, bei älteren Teilnehmenden gemischte Neun- und Dreikämpfe. Daneben wurden zahlreiche Wettbewerbe in der Leichtathletik (Einzel und Staffel), im Fechten, Ringen und Schwimmen austragen. Die Endspiele um die deutsche Meisterschaft im Schlagball, Schleuderball und in der Ballstaffel wurden auf dem Fest entschieden.
Die Abschlussveranstaltung mit Ehrung der Sieger, die Ehrenkränze und Urkunden erhielten, fand ebenfalls auf dem Königsplatz statt. Nach dem gemeinsamen Zug zum Festplatz wurde die Veranstaltung mit einem großen Feuerwerk beendet. Nach dem Ende des Turnfestes wurden 63 Turnfahrten angeboten.

## Begleitprogramm
Täglich fanden Musik- und Chorveranstaltungen statt, zu einer Jugendfeierstunde in der Festhalle sprachen Erich Ludendorff und Edmund Neuendorff. Zudem fand ein Sängerwettbewerb während des Festes statt. Der Akademische Turnerbund feierte im Rahmen des Turnfestes sein vierzigjähriges Bestehen.